# Juni Armstrong
Juni Armstrong – australijski zapaśnik walczący w stylu wolnym. Zajął siedemnaste miejsce na mistrzostwach świata w 1987. Złoty medalista mistrzostw Oceanii w 1988 roku.